# Yoshikazu Isoda
Yoshikazu Isoda (27 mei 1965) is een voormalig Japans voetballer.

## Carrière
Yoshikazu Isoda speelde tussen 1988 en 1996 voor NKK en Avispa Fukuoka.